# Athyone transitoria
Athyone transitoria, taxon inquirendum, is mogelijk een zeekomkommer uit de familie Sclerodactylidae.
De wetenschappelijke naam van de soort werd in 1955 gepubliceerd door Gustave Cherbonnier. Cherbonnier baseerde de naam op Cucumaria transitoria Vaney, 1905 maar volgens Clark en Rowe (1971) is die laatste soort dezelfde als Havelockia transitoria, en is de soort die Cherbonnier bedoelde een andere.